# Wuhu
Wuhu is een stad met 1,6 miljoen inwoners in de gelijknamigeprefectuur met 3,6 miljoen inwoners in de oostelijke Chinese provincie Anhui.
Wuhu grenst in het zuidoosten aan Xuancheng, in het zuidwesten aan Chizhou en Tongling, in het noordwesten aan Chaohu en in het noordoosten aan Ma'anshan en de miljoenenstad Nanjing in Jiangsu in het oosten. Door urbanisatie is een belangrijke hogesnelheidstrein connectie tussen Nanjing and Wuhu via Ma'anshan.

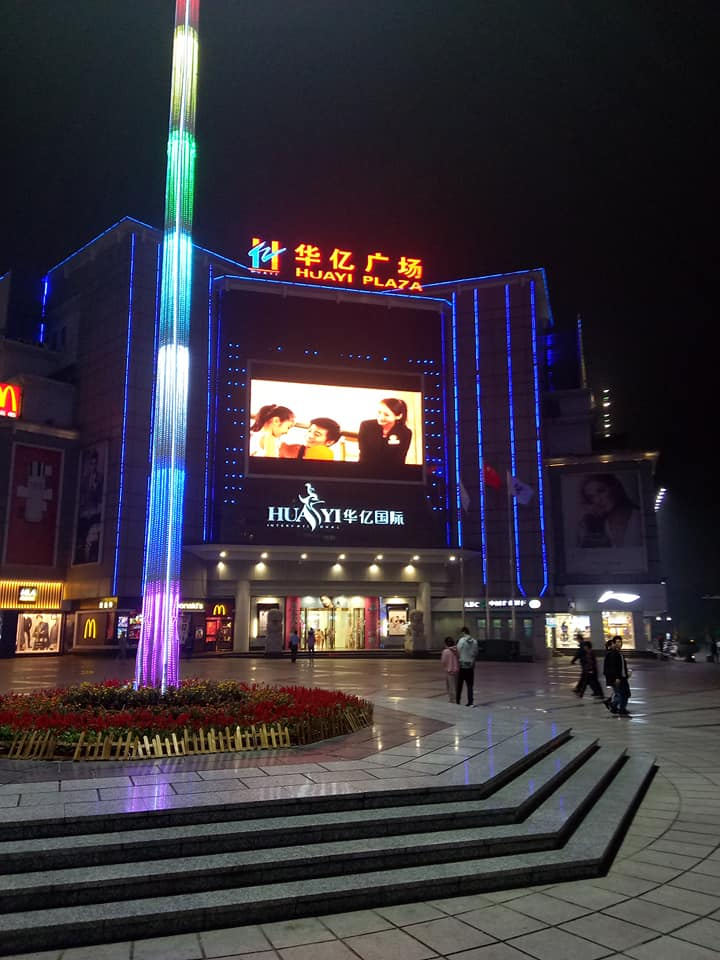
Centraal plein in Wuhu, China.
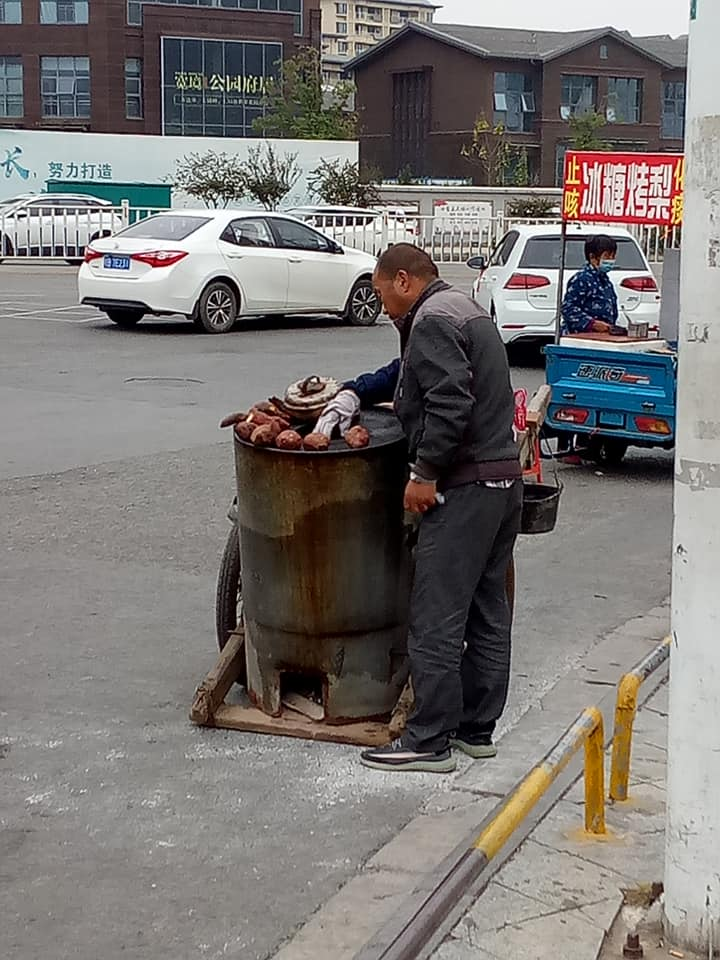
Aardappelverkoper in Wuhu, Anhui, China.
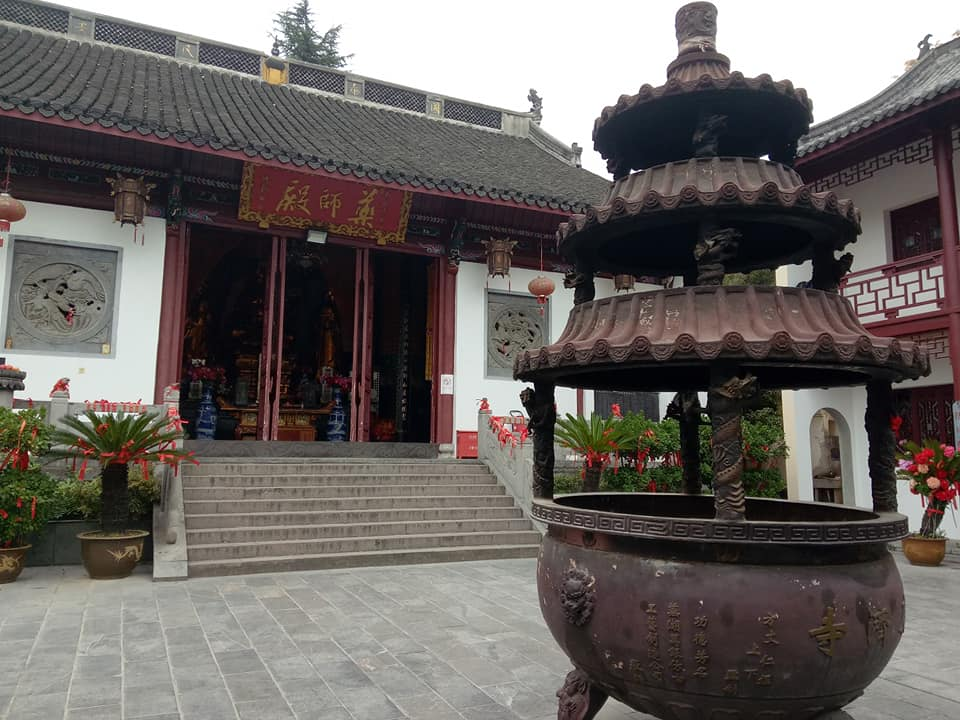
Wierook en Buddhaverering in de Quangji Tempel in Wuhu.
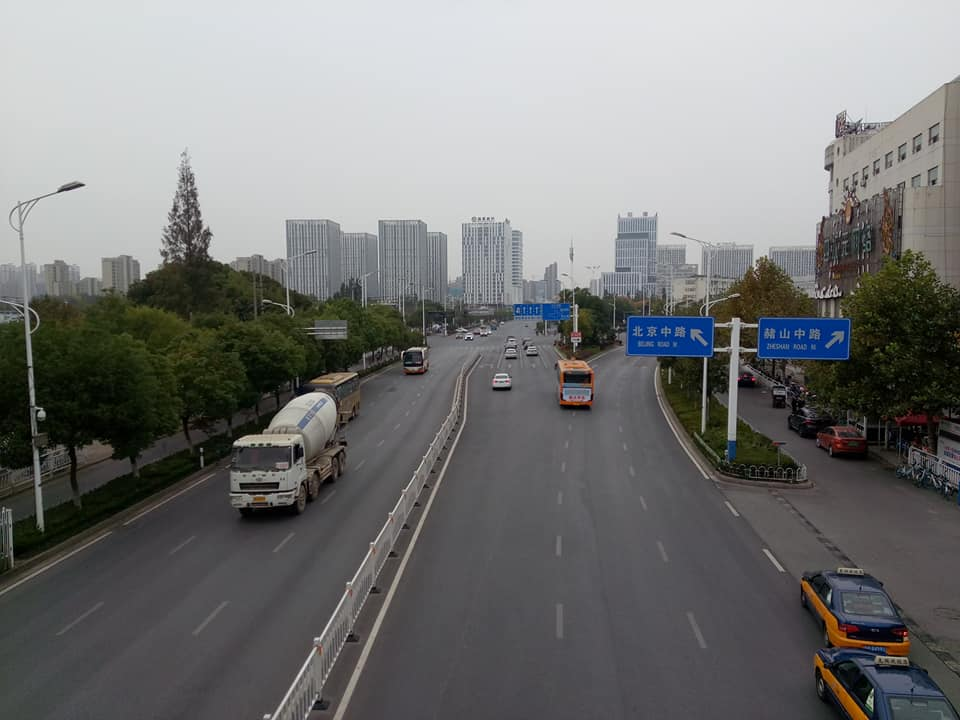
Wuhu Skyline vanaf een van de hoofdstraten in de stad.